# 石马古墓
石马古墓，是位于中国山东省泰安市东平县东平街道石马村的汉代古墓葬，1985年入选东平县第一批文物保护单位。
石马古墓原有十余座封土墓，现存面积未经测算，其中一座现存墓葬高6米，直径48米，由黄土和灰土筑造，曾出土玉衣片、铁剑、陶制器具和动物模型等。